# ویلیام کار برسفورد
ویلیام کار برسفورد (انگلیسی: William Beresford, 1st Viscount Beresford; ۲ october ۱۷۶۸ – ۸ ژانویه ۱۸۵۴ (۸۵ ساله)) فرد نظامی اهل پرتغال بود.